# Pidingerau
Pidingerau ist ein Gemeindeteil der Gemeinde Piding im oberbayerischen Landkreis Berchtesgadener Land.
Das Dorf liegt zwischen der Saalach und dem Ortsteil Mauthausen. Die Abgrenzung der beiden Teile ist an der Hosemann- und der Untersbergstraße festgelegt.
Im Ortsteil liegt die Bahnstrecke Freilassing–Bad Reichenhall mit dem Bahnhof Piding. Zwischen der Staufenbrücke und der Pidingerau verläuft die Bundesstraße 20, die auch als Grenze zwischen beiden Teilen gilt.